# 李鴻藻
李鴻藻（1820年—1897年），字季云、寄云，号石孙、兰孙、砚斋，直隸高陽縣（今屬河北省）人，清朝政治人物，同治帝啟蒙老師。

## 生平
咸豐二年（1852年）壬子恩科進士，選庶吉士，散館任翰林院編修。同治四年以弘德殿行走、內閣大學士、軍機大臣，同治十三年十月，上有疾，李鴻藻代批答章奏。歷任五部尚書，被李鴻章視為政敵，與李鴻章無親屬關係但常被誤認。光緒二十三年丁酉（1897年）七月病逝。谥文正。《清史稿》有传。

## 家族
先祖李國，明末重臣。子李石曾（李煜瀛），為1924年故宮博物院善後委員會第一任委員長、北京師範大學校長。

## 延伸阅读
[在维基数据编辑]
 《清史稿/卷436》，出自趙爾巽《清史稿》